# Gulella unidentata
Gulella unidentata é uma espécie de gastrópode da família Streptaxidae.
É endémica da Tanzânia.